# 髙橋一平
髙橋 一平（たかはし いっぺい、1977年 - ）は、日本の建築家。髙橋一平建築事務所主宰。第35回吉岡賞、JIA新人賞、日本建築学会作品選集新人賞など多数受賞。

## 人物・来歴
- 1977年 東京都生まれ[1]
- 1996年 芝高等学校卒業
- 2000年 東北大学工学部建築学科卒業（菅野實・小野田泰明研究室）
- 2002年 横浜国立大学大学院工学研究科計画建設学博士課程前期修了（北山恒・西沢立衛研究室）
- 2002年 西沢立衛建築設計事務所入所（〜2009年）
- 2010年 髙橋一平建築事務所設立
- 2011年 横浜国立大学大学院助教（〜2019年）
- 2018年 法政大学非常勤講師（〜2020年）
- 2020年〜 横浜国立大学非常勤講師

## 主な作品
- 2010年 草間彌生展まちなか会場（青森県、現存せず）
- 2010年 森はリビング／シェーズ・ロング（北海道）
- 2010年 JR吉備線 新LRT駅（岡山県、未完）
- 2011年 四面接道（都市計画案）
- 2011年 12部屋のアパート（東京都、未完）
- 2013年 七ヶ浜町立遠山保育所（宮城県）
- 2014年 Casa O（東京都）
- 2016年 Ｓ市街区計画（宮城県）
- 2016年 横浜国立大学中央広場+経済学部講義棟2号館他（神奈川県）
- 2016年 菅野さんの本棚（神奈川県）
- 2018年 海辺のパレス（千葉県、未完）
- 2018年 アパートメントハウス（東京都）
- 2019年 河谷家の住宅（埼玉県）
- 2021年 笛吹みんなの広場（山梨県）
- 2016年〜 Mカフェ（日本国内複数店舗）
- 2020年〜 東京藝術大学彫刻棟増築（東京都）
- 2020年〜 霞ヶ浦ふれあいランド再生整備事業（茨城県）

## 受賞歴
- 2010年 六花亭 椅子のある風景・北の創作椅子展2010 優秀賞（北海道）
- 2012年 SDレビュー2012入選（東京都）[2]
- 2014年 AR+D Awards Highly Commended, Architectural Review（ロンドン）
- 2014年 Design for Well-being Award, Alliance for Healthy Cities, WHO（香港）
- 2015年 東京建築士会住宅建築賞（東京都）
- 2016年 日本建築学会作品選集新人賞（東京都）[3]
- 2019年 第35回吉岡賞（東京都）[4]
- 2019年 WADAA2019（北海道）
- 2020年 日本建築家協会 JIA新人賞（東京都）